# Rutas sanmartinianas

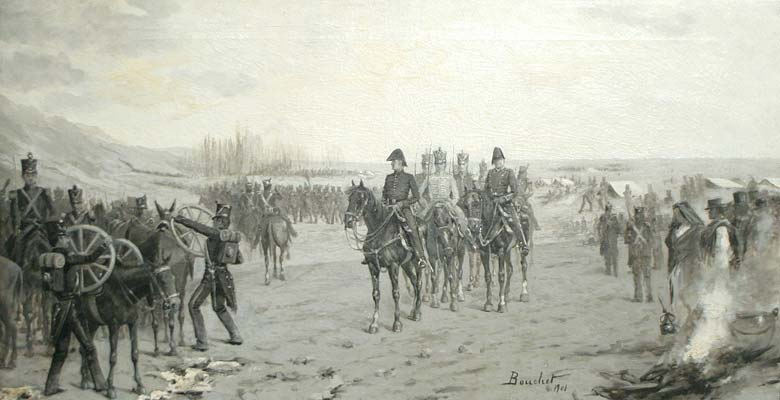

El Cruce de los Andes formó parte del plan que José de San Martín desarrolló para llevar a cabo la Expedición Libertadora de Chile y del Perú. Se inició el 12 de enero de 1817, cuando comenzaron a salir las columnas en dirección a Chile.
El Ejército de los Andes fue uno de los dos grandes cuerpos militares que las Provincias Unidas del Río de la Plata desplegaron en la Guerra de Independencia Hispanoamericana

## Plan
San Martín diseñó un plan de invasión: El territorio chileno debía invadirse por los caminos más cortos y las dos columnas principales debían librar la batalla decisiva a las puertas de la capital de Chile, Santiago. Las columnas debían cruzar los Andes simultáneamente para obligar al Gobernador de Chile, Casimiro Marcó del Pont, a que divida sus fuerzas en cuatro destacamentos secundarios y enfrentar a las principales tropas sanmartinianas con un ejército reducido. Este avance múltiple, más los rumores que hizo circular San Martín conocidos como "Guerra de zapa," desconcertaron a Marcó del Pont sobre cual sería el lugar por donde atacaría -y cuántos hombres tendría- el Ejército de los Andes. El 6 de enero de 1817 las columnas principales del ejército se pusieron en marcha desde el Campamento del Plumerillo.
En diciembre de 1816 San Martín hizo distribuir en Chile, por medio de sus emisarios secretos, un panfleto con el fin de dar aviso a sus habitantes que un ejército de las Provincias Unidas del Río de la Plata iba a cruzar la cordillera con el objetivo de poner fin al gobierno de Marcó del Pont. San Martín buscaba así incitar la insurrección contra el gobierno realista y lograr el apoyo de chilenos para la causa:

El General en Jefe del Ejército de los Andes a los habitantes de Chile.
PROCLAMA.
¡Chilenos, Amigos y Compatriotas!

El Ejército de mi mando viene á libraros de los tiranos que oprimen ese precioso suelo. Yo me enternezco cuando medito las ansias recíprocas de abrazarse tantas familias privadas de la felicidad de su patria, ó por un destierro violento, ó por una emigración necesaria. La tranquila posesión de sus hogares es para mi un objeto el más interesante. Vosotros podeis acelerar ese dulce momento preparándoos á cooperar con vuestros libertadores, que recibirán con la mayor cordialidad á cuantos quieran reunírseles para tan grande empresa. La tropa está prevenida de una disciplina rigurosa y respeto que debe á la religión, á las propiedad y al honor de todo ciudadano. No es de nuestro juicio entrar en el examen de las opiniones: conocemos que el temor y la seguridad arrancan muchas veces las más extraviadas contra los sentimientos del corazon. Yo os protesto por mi honor y por la independencia de nuestra cara patria que nadie será repulsado al presentarse de buena fé. El soldado se incorporará en nuestras filas con la misma distinción de los que las componen, y con un premio especial el que trajese sus armas. El paisano hospitalario y auxiliador del ejército será recompensado por su mérito y tendrá la gratitud de sus hermanos: se castigará con severidad el menor insulto. Me prometo que no se cometerá alguno bajo las banderas americanas, y que se arrepentirá tarde y sin recurso el que las ofenda. Estos son los sentimientos del Gobierno Supremo de las Provincias Unidas en Sud América que me manda, desprendiéndose de una parte principal de sus fuerzas para romper las cadenas ensangrentadas que os ligan al carro infame de los tiranos; son los míos y los de mis compañeros en la campaña. Ella se emprende para salvaros. ¡Chilenos generosos! Corresponded á los designios de los que arrostran la muerte por la libertad de la patria.
José de San Martín

## Organización del Ejército
El ejército se organizó de la siguiente manera:
- Cuartel General (2 generales, 6 jefes y 5 oficiales)

- Estado Mayor (1 general, 8 jefes, 7 oficiales y 15 empleados civiles)

- Cuerpos militares (14 jefes, 195 oficiales y 3778 hombres)
  - Batallón N° 1 de Cazadores de los Andes (2 jefes, 32 oficiales y 560 hombres)
  - Batallón N° 7 de Infantería (2 jefes, 31 oficiales y 769 hombres)
  - Batallón N° 8 de Infantería (2 jefes, 29 oficiales y 783 hombres)
  - Batallón N° 11 de Infantería (3 jefes, 32 oficiales y 683 hombres)
  - Batallón N° 3 del Regimiento de Artillería (1 jefe, 16 oficiales y 241 hombres)
  - Regimiento de Granaderos a Caballo (4 jefes, 55 oficiales y 742 hombres)

- Servicios y tropas auxiliares (1392 hombres)
  - Escuadrones de milicianos (1200 hombres)
  - Cuerpo de barreneros de minas (120 hombres)
  - Destacamento de baqueanos (25 hombres)
  - Sanidad (47 hombres)

## El Cruce
Con el objetivo de dividir a las tropas enemigas, San Martín ordenó primero el avance de parte de las tropas por los pasos de Come-Caballos, Guana, Portillo y Planchón. Estos no eran los pasos elegidos para las columnas principales, sino que los dos primeros se hallaban al norte y los últimos al sur de los realmente seleccionados, que eran los pasos de Uspallata y Los Patos, que habían sido analizados previamente por José Antonio Álvarez Condarco. Era un avance en varios sectores, en un frente de más de 2.000 kilómetros, a través de una gigantesca cordillera. Con esto se pretendía distraer a las fuerzas realistas de Chile que no sabían en definitiva por dónde arribarían, y los obligaba a dividir sus fuerzas.

### Columnas secundarias
- Columna de Cabot (12 de enero de 1817)

La columna del Teniente Coronel Juan Manuel Cabot salió de San Juan el 12 de enero de 1817 y tuvo por objetivo tomar La Serena y el puerto de Coquimbo. En San Juan fue reforzado con una partida de 80 milicianos. La división tomó por Talacasto y Pismanta y escaló la cordillera por el Paso de Guana. Logró reunir 800 hombres, reclutados en Albardón, Talacasto, Hualilán y Jáchal. Luego de promover la insurrección en la región chilena y vencer a sus oponentes, el 15 de febrero de 1817 entró triunfante en La Serena.
- Columna de Freire (14 de enero de 1817)

Por el Paso del Planchón pasó la columna al mando del militar chileno Ramón Freire, quien partió el 14 de enero de 1817 desde Mendoza. Siguió por el camino de Luján, San Carlos y San Rafael. Llegó al paso el 1 de febrero para franquear la cordillera. Su objetivo principal era Talca, ciudad a 200 km al sur de Santiago. Ante la amenaza, Marcó del Pont envió entre 1.400 y 2.000 soldados a guarnecer el territorio entre San Fernando y Curicó creyendo que era la columna principal. Freire contaba con 100 soldados argentinos, de los cuales 80 eran de infantería y 20 de caballería. Se le sumaron los guerrilleros de Manuel Rodríguez, 200 jinetes muy activos en la zona desde finales de 1816 en los valles de Colchagua y Maule, y pronto se reclutaron numerosos voluntarios por el descontento generalizado en la zona por las arbitrariedades de los realistas durante la Reconquista, sumando más de 2.000 hombres al conquistar la zona. Viendo que la mayor amenaza venía desde el norte, el gobernador español ordenó la retirada pero los soldados realistas en la zona no llegaron a tiempo para combatir en Chacabuco.
- Columna de Zelada (5 de enero de 1817)

Por el extremo norte, el ejército del general Belgrano cooperó, destacando un contingente de 80 milicianos y 50 infantes dirigidos por el teniente coronel Francisco Zelada y el capitán Nicolás Dávila. El 5 de enero salieron de Guandacol, desde donde pasaron a la Laguna Brava, efectuando la travesía de la cordillera principal por el Paso de Come-Caballos y bajaron directamente sobre Copiapó, ciudad que fue ocupada sin lucha el 13 de febrero de 1817. La guarnición escapó hacia el sur, aunque más tarde sus jefes fueron arrestados.
- Columna de Lemos (19 de enero de 1817)

El destacamento del capitán José León Lemos fue el último en partir y el más pequeño, solo lo integraron 25 soldados del cuerpo de Blandengues y 30 milicianos del sur de la provincia de Mendoza. Su misión consistió en cruzar a Chile por el Paso del Portillo y sorprender a la guardia del fuerte de San Gabriel, la que se componía de 6 fusileros y 20 milicianos realistas. San Gabriel se encontraba en el Cajón del Maipo, a pocas leguas al sur de Santiago, la capital de Chile, y este ataque haría pensar que el grueso de la ofensiva podría venir por allí y que el destacamento de Lemos sería solo la vanguardia de un ejército más numeroso. Lemos practicó el cruce por la cordillera por el boquete de Piuquenes pero las malas condiciones del tiempo le impidieron copar la fuerza realista y así esta pudo escapar, lo que no importó ya que su objetivo era precisamente causar alarma e inmovilizar tropas al sur de Santiago. Posteriormente, Lemos se reunió con el resto del ejército.

### Columnas principales
A partir del 17 de enero de 1817 inició el Ejército de los Andes el avance de sus columnas principales por los pasos de Los Patos y Uspallata. Por el primero iban las fuerzas de Soler, O´Higgins y San Martín, en ese orden y a prudente distancia.
- Columna de San Martín (17 de enero de 1817)

El grueso del ejército al mando del propio jefe de la expedición, el General San Martín, tomó la ruta llamada corrientemente Paso de Los Patos en el departamento de Calingasta de San Juan. El cuerpo estaba formado por la vanguardia al mando del brigadier mayor Estanislao Soler, el centro al mando del brigadier Bernardo O'Higgins, la escolta de granaderos al mando de teniente coronel Mariano Necochea y la retaguardia al mando del teniente coronel Pedro Regalado de la Plaza, que conducía la maestranza del ejército. Había varios días de diferencia entre la vanguardia y la retaguardia. San Martín fue de los últimos en partir, porque precisamente estuvo controlando lo más importante, es decir la salida en orden del ejército. O`Higgins, quien iba al centro, le escribía casi cotidianamente a San Martín, que venía uno o dos días más atrás, y le informaba sobre su marcha y la de Soler (Las cartas de O'Higgins son uno de los documentos más precisos para conocer las alternativas de la marcha del ejército a través de las montañas sanjuaninas). El cuerpo abrió la marcha desde El Plumerillo el 19 de enero de 1817, tomó por Jagüel, Yalguaraz, Río de los Patos, salvó el alto cordón del Espinacito por el paso homónimo, situado a 4.476 metros. El 2 de febrero de 1817 inició el paso de la cadena limítrofe por el Paso de las Llaretas. Esta columna tropezó con las mayores dificultades, pues fue preciso escalar cuatro cordilleras. Soler que iba adelante logró las victorias de Achupallas (4 de febrero de 1817) y Las Coimas (7 de febrero de 1817). Al día siguiente ingresaron en San Felipe.
- Columna de Las Heras (18 de enero de 1817)

El avance por el Paso de Uspallata y el valle del Río Mendoza se inició el 18 de enero de 1817, conduciendo todo el parque y la artillería, cuyo transporte era imposible por el más escabroso paso de Los Patos. A cargo de las tropas de 800 hombres, se hallaba el brigadier Juan Gregorio de Las Heras, siendo su segundo el mayor Enrique Martínez. Entre los hombres destacados que lo acompañaban, cabe destacar al Fray Luis Beltrán. Tras vencer en los combates de Picheuta, Combate de Potrerillos y Guardia Vieja, pudieron ingresar en Santa Rosa de los Andes, el día 8 de febrero de 1817. En la misma fecha, se produjo la reunión con la división principal que el día anterior había salido victoriosa en la acción de Las Coimas.

### Las seis rutas del Cruce
| Las Seis Rutas Sanmartinianas | Las Seis Rutas Sanmartinianas | Las Seis Rutas Sanmartinianas             | Las Seis Rutas Sanmartinianas      | Las Seis Rutas Sanmartinianas                           | Las Seis Rutas Sanmartinianas | Las Seis Rutas Sanmartinianas |
|                               | Paso del Planchón             | Paso del Portillo                         | Paso de Uspallata                  | Paso de Los Patos                                       | Paso de Guana                 | Paso de Come-Caballos         |
| ----------------------------- | ----------------------------- | ----------------------------------------- | ---------------------------------- | ------------------------------------------------------- | ----------------------------- | ----------------------------- |
| Jefes                         | Tte. Cnel. Ramón Freire       | Cap. José León Lemos                      | Brig. Juan Gregorio Las Heras      | General San Martín, Brig. Mayor Soler y Brig. O'Higgins | Tte. Cnel. Juan Manuel Cabot  | Tte. Cnel. Francisco Zelada   |
| Altura máxima                 | 3.800 m, en el Planchón       | 4.035 m, en el Portillo                   | 3.400 m, en el Paso Iglesia        | 4.476m, en Espinacito                                   | 4.200m, en Guana              | 4.100 m, en Come-Caballos     |
| Objetivo                      | Curicó y Talca                | Maniobra de distracción sobre San Gabriel | Reunirse en el Valle del Aconcagua | Caer sobre Santiago                                     | Coquimbo y La Serena          | Copiapó y Huasco              |
| Efectivos                     | 100 hombres                   | 155 hombres                               | 1.700 hombres                      | 3.000 hombres                                           | 140 hombres                   | 130 hombres                   |
| Provincia                     | San rafael                    | San rafael                                | Mendoza                            | San Juan                                                | San Juan                      | La Rioja                      |